# Gewone gaasvlieg
De gewone gaasvlieg (Chrysopa perla) is een netvleugelig insect uit de familie van de gaasvliegen (Chrysopidae). De wetenschappelijke naam van de soort werd in 1758 als Hemerobius perla gepubliceerd door Carl Linnaeus.
De vrouwtjes leggen meestal eieren in de buurt van bladluiskolonies. De larven zijn roofdieren die zich voornamelijk voeden met bladluizen, schildluizen en de rupsen van het groot koolwitje en de gamma-uil.